# Unió Política d'Economistes
La Unió Política d'Economistes (letó: Tautsaimnieku politiskā apvienība), abreujat com a TPA, fou un partit polític de centre-esquerra de Letònia durant els anys 1990. Apostava fermament per la liberalització econòmica. Va ser fundat el febrer de 1994, i estava liderat per Edvīns Kibe.
El partit es va fundar amb una escissió de vuit diputats d'Harmonia per Letònia després de les eleccions legislatives de 1993; la resta va quedar com a l'ala esquerrana del Partit de l'Harmonia Nacional. El TPA va entrar al govern de coalició liderat per Māris Gailis el setembre de 1994, després que Via Letona refusés d'incrementar els aranzels agrícoles. A les eleccions de 1995, el partit va assolir un percentatge de l'1,5% del vots, i no va aconseguir depassar el 5% de barrera electoral necessari per obtenir escons.